# Tasjir
Tasjir (armeniska: Տաշիր) är en ort i Armenien. Grundades 1834 av molokaner som Vorontsovka, efter det kaukasiska vicekungadömets guvernör M.S. Vorontsov (1782–1856). År 1928 döptes orten om, till Rykovo, för att hedra Aleksej Rykov. När han arresterats 1937 fick orten namnet Kalinino efter den mördade Michail Kalinin. Den 3 april 1991 döptes den om till det nuvuarnade Tasjir. Den ligger i provinsen Lori, i den nordvästra delen av landet, 110 kilometer norr om huvudstaden Jerevan. Tasjir ligger 1 505 meter över havet och antalet invånare är 7 318.
Terrängen runt Tasjir är platt åt sydväst, men åt nordost är den kuperad. Tasjir är det största samhället i trakten.
Omgivningarna runt Tasjir är en mosaik av jordbruksmark och naturlig växtlighet. Runt Tashir är det ganska tätbefolkat, med 96 invånare per kvadratkilometer.